# Prosa
La prosa, en l'escriptura, és l'ús del llenguatge que s'oposa al vers. Les paraules s'agrupen sense seguir les lleis de la mètrica, de manera que imiten el fluir del discurs oral. És la manera més natural d'escriure i per això, a banda de la literatura, apareix als  mitjans de comunicació, avisos, lleis i molts altres tipus de documents. Malgrat aquest caràcter més proper a la parla, va ser l'últim estil literari en aparèixer, ja que els primers escrits literaris utilitzaven el vers justament per marcar el caràcter artístic i facilitar la memorització.
Tradicionalment, la narrativa s'associa a la prosa, però també pot haver-hi poemes narratius i textos en prosa de caràcter no narratiu, com per exemple l'assaig, la descripció, etc. La prosa no assoleix, per tant, l'expressió artística de la poesia.

## Estructura

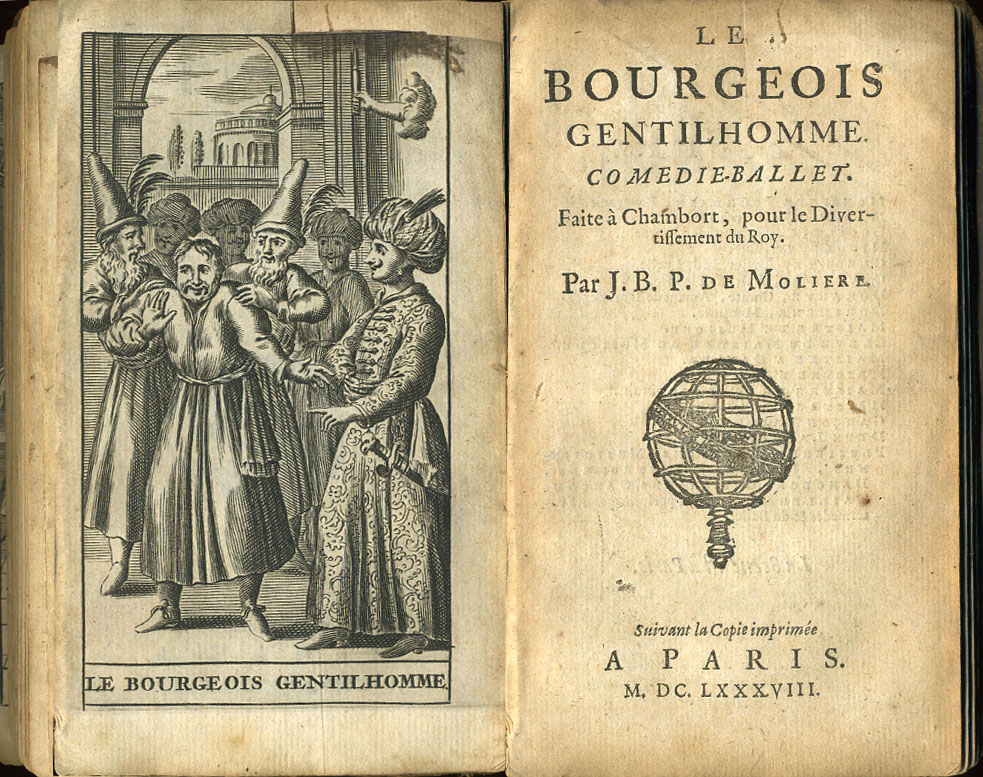
Le bourgeois gentilhomme és una comèdia-ballet en cinc actes en prosa, de Molière (1670)

La prosa conté una estructura mètrica més informal que el vers, que gairebé sempre es troba en la tradicional poesia. La realització de poemes impliquen una mètrica o rima, mentre que a la prosa les oracions completes gramaticals constitueixen paràgrafs i passen per alt l'atractiu estètic. Algunes obres de prosa contenen restes de l'estructura mètrica i versificació és una barreja conscient dels dos formats de la literatura que es coneix com la «poesia en prosa». Així mateix, qualsevol obra de vers amb algunes restriccions es coneix com a «vers lliure». La prosa presenta una forma més reflexiva del discurs ordinari, sovint conversacional. En aquest punt, Samuel Taylor Coleridge va dir, de broma, que els poetes novells han de saber les «definicions de la prosa i la poesia, és a dir, prosa: paraules en el seu millor ordre; poesia: les millors paraules en el millor ordre».
A l'obra de Molière, Le bourgeois gentilhomme, Monsieur Jourdain va demanar alguna cosa per ésser escrita sense cap vers ni en prosa, el seu mestre en filosofia va respondre que «no hi ha una altra manera d'expressar-se que en prosa o en vers», per la senzilla raó que «tot el que no és prosa és vers, i tot el que no és vers és prosa». Així, en relació amb la definició esmentada, es pot dir que «el pensament és traduir idees sense afegitons, ja que les idees al cervell no segueixen cap composició mètrica».

## Història
Al món antic, Grècia, l'antiga Roma i després a l'Europa medieval la prosa, va proporcionar una literatura de consum o de no ficció, en oposició a la poesia d'alt nivell artístic. A la segona meitat de l'edat mitjana, la situació va començar a canviar. Juntament amb l'expansió de la societat feudal va evolucionar gradualment el poema, la tragèdia, l'oda. En relació al desenvolupament de la burgesia comercial, el seu progrés cultural i ideològic, basat en la cultura de les grans ciutats, van estar cada vegada més en expansió el desenvolupament dels gèneres en prosa, en conte i novel·la. El gènere antic de la poesia, que va tenir un paper important a la literatura del feudalisme i la societat esclavista, va perdre, a poc a poc, el paper principal de lideratge, encara que de cap manera desapareix de la literatura. Tanmateix, els nous gèneres, que van desempenyorar un paper fonamental als primers estils burgesos, i després a tota la literatura de la societat capitalista, van estendre clarament cap a la prosa. La ficció va començar a qüestionar la posició de lideratge sobre la poesia, o al seu mateix nivell, i, més recentment, a l'edat d'or del capitalisme, fins i tot la va superar.
Pel segle xix prosistes, novel·listes i contistes, es van convertir en les figures més destacades de la literatura, grans generacions van publicar, com els habituals de l'època de la poesia on es van donar grans creadors de poemes i tragèdies.

### Literatura grega

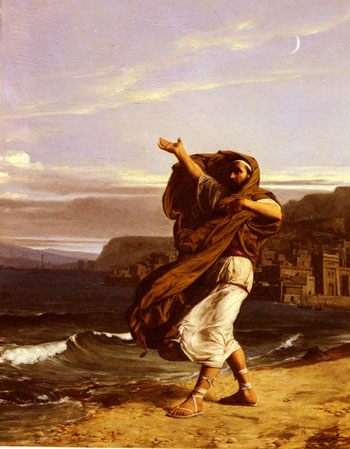
Demòstenes practicant la seva oratòria, pintura de Jean Lecomte du Nouÿ (1842-1923).

A la literatura grega antiga, tota la literatura tècnica va ser anomenada poesia. El concepte d'art en la cultura grega estava íntimament lligat al ritme i, per tant, la major part de les obres literàries tenien forma de vers.
Els primers documents en prosa conservats remunten a la Jònia del segle vi aC, primer amb una prosa narrativa per descriure llocs, costums o relats, amb un llenguatge més racionalista, diferent de la lírica. Tanmateix, el seu punt àlgid arribaria a l'Atenes dels segles v i iv aC. Els més grans èxits en aquests segles es van produir en la filosofia. Entre tots els filòsofs, sobresurten tres noms: Sòcrates (470-399 aC.), Plató (427-347 aC.), i Aristòtil (384-322 aC.).
Sorgeixen aleshores els grans oradors: 
- Isòcrates d'Atenes (436-338 aC.). Va ser deixeble de Sòcrates. Partidari de la unió nacional enfront dels perses. 21 discursos i 9 epístoles.
- Iseu de Calcis (390-340 aC.). Mestre de Demòstenes.
- Èsquines d'Atenes (389-314 aC.). Va recolzar l'aliança d'Atenes amb Filip II de Macedònia per crear un imperi grec contra els perses. Rival de Demòstenes. Discursos:Contra Ctesifont, Contra Timarc, De l'ambaixada.[7]
- Lísies, (458 aC. - 380 aC.), mestre de l'oratòria judicial.
- Demòstenes (384-322 aC.) Enemic de Filip II de Macedònia, contra ell va dirigir les seves Olínticas i Filípiques. Quan el general macedoni Antípater va prendre Atenes, va fugir a l'illa de Calàuria, on es va suïcidar.

## Gèneres literaris en prosa
Encara que el concepte de gènere determina el contingut del producte, i no la seva forma, la majoria dels gèneres tendeixen a l'escriptura poètica (poemes, obres de teatre), o bé a la prosa (novel·les, relats). Aquesta divisió, tanmateix, no pot prendre's com una regla, ja que hi ha molts exemples en què les obres de diversos gèneres estan escrits en forma inusual. Exemple d'això són les narracions populars o les adaptacions en vers de les Faules de La Fontaine realitzada per Esteve Caseponce. A més a més, hi ha gèneres que són igualment sovint escrits en prosa i en vers.

### Gèneres narratius
Es refereix a aquells gèneres discursius amb una extensió limitada. Es pot distingir dues sèries de narratives. La narrativa de la modernitat i la narrativa de la postmodernitat. El que narra la història s'anomena Narrador; aquest gènere compleix la funció referencial del llenguatge. A més, es caracteritza per ser una narració de forma seqüencial compost per personatges dins d'aquesta. Té coherència en el que s'està contant, té en compte els temps, en els que els personatges actuen. Comunica les més íntimes vivències de l'home, que és subjectiu, els estats anímics i els estats amorosos. El present, passat i futur es confonen.

#### Novel·la

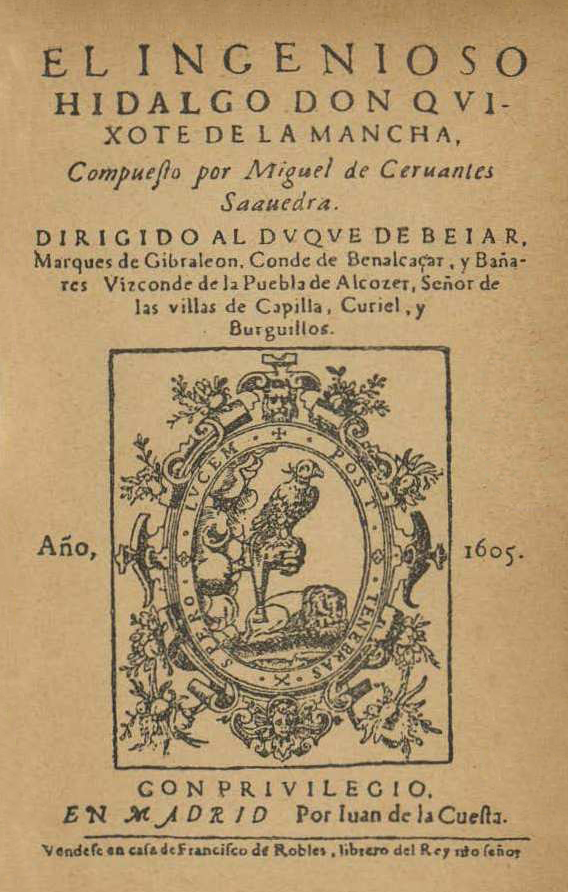
Don Quixot de Miguel de Cervantes una de les més importants novel·les europees (1605)

La novel·la és un gènere literari narratiu, generalment en prosa i d'una extensió que pot ésser considerable, on s'expliquen uns fets de ficció a partir d'uns personatges, una ambientació, un narrador i un punt de vista. Poden aparèixer descripcions i diàlegs per embellir, aclarir o fer més amena l'acció.

El gènere com a tal sorgeix a l'edat moderna, si bé no seria tractat com a gènere literari, fins després de 1934, quan Mikhaïl Mikhaïlòvitx Bajtín va diferenciar la novel·la de la prosa novel·lesca i la poesia lírica. Els antecedents d'aquesta discussió dels anteriors crítics és que ells no havien trobat en la novel·la mateixa manera-estilística de la poesia i, per tant, se li havia negat qualsevol significació artística, per només tractar-la com un document. A partir dels anys vint, s'havia plantejat estudiar la prosa novel·lesca i definir-la per la seva especificitat. D'acord amb Bajtin, va ser un error dels crítics dels anys vint, el de calcar les anàlisis dels gèneres poètics per ser un estudi monoestilístic. Així, rebutjant l'estilística, l'estatus d'estudi de la novel·la sol reduir-se a les destreses individuals i de l'artista, deixant de banda les evidències de la parla de les ciutats, dels registres socials, de les generacions i les èpoques. A partir de mitjan segle xviii i progressivament «tots els gèneres en una més o menys mida es novel·len»,amb el que s'aconsegueix una major llibertat:
| «               | Els gèneres es troben més lliures i més plàstics; la seva llengua es renova a compte de la diversitat dels llenguatges no literaris i dels estrats «novel·lescs» de la llengua literària; s'estableixen en forma de diàleg; penetra després en ells, en grans proporcions, el riure, la ironia, l'humor i els elements de auto-paròdia. | » |
| — Bajtín (1989) | |   |

#### Conte

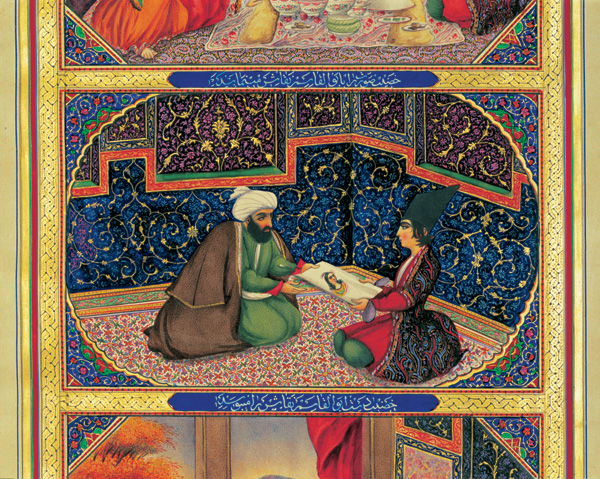
Il·lustració (1849-1856) de Les mil i una nits

Un conte és una narració breu de fets imaginaris, protagonitzada per un grup reduït de personatges i amb un argument senzill. Els contes poden ser tant de caràcter fictici com real. El conte en tant que gènere (o subgènere) literari té les seves pròpies característiques; és una forma destacada dins de la narrativa breu i, a diferència de la novel·la, presenta una màxima concentració narrativa i una major intensitat. Compta amb una il·lustre tradició escrita de segles a la qual caldria afegir una important tradició oral.
Hi ha dos grans tipus de contes: el conte popular i el conte literari.
- El conte popular: és una narració  tradicional de transmissió oral. Es presenta en múltiples versions, que coincideixen en l'estructura però discrepen en els detalls. Té tres subtipus: els  contes de fades o contes meravellosos, els contes d'animals i els contes de costums. El mite i la llegenda són també narracions tradicionals, però solen considerar-se gèneres autònoms. Les mil i una nits és la recopilació més coneguda de contes populars orientals que es coneix.
- El conte literari: és el conte concebut i transmès mitjançant l'escriptura. L'autor sol ser conegut. El text, fixat per escrit, es presenta generalment en una sola versió, sense el joc de variants característic del conte popular. Es conserva un corpus important de contes de l'antic Egipte, que constitueixen la primera mostra coneguda del gènere.

#### Paràbola

Representació de la paràbola del fill pròdig per Rembrandt

Una paràbola és com un conte al·legòric amb contingut didàctic, conegut des de l'antiguitat, sovint a la literatura cristiana, principalment a la Bíblia. Aquesta forma particular de narració que es mou com si fos en un revolt (paràbola) comença amb objectes abstractes, la història s'acosta a poc a poc al tema principal i, tot seguit, torna al principi, com la paràbola del fill pròdig al Nou Testament. Jesús va respondre als seus deixebles perquè ensenyava amb paràboles d'aquesta manera:
| «             | A vosaltres, Déu us dona a conèixer els designis secrets del Regne del cel, però no a ells. Perquè al qui té, li donaran encara més, i en tindrà a vessar, mentre que al qui no té, li prendran fins allò que li queda. Per això els parlo en paràboles, perquè miren però no hi veuen, escolten però no hi senten ni comprenen. Així es compleix en ells aquella profecia d'Isaïes que diu: «Escoltareu, però no comprendreu; mirareu bé, però no hi veureu.» | » |
| — Mt 13:11-15 | |   |

En La República de Plató, les paràboles, com les que al·ludeixen a «les ombres a la caverna», engloben un argument abstracte en una narrativa més concreta i fàcilment assequible. Molts contes de fades poden ser considerats com a paràboles desenvolupades, excepte pel seu entorn màgic. Es troben algunes novel·les amb estructura de paràbola, a l'obra de Kafka o L'Ase daurat de Luci Apuleu.
El terme paràbola prové del nom donat pels retoricistes grecs a tota il·lustració fictícia en la forma d'una breu narrativa. Més endavant va passar a conèixer-se com a narrativa fictícia, al·ludint generalment a alguna cosa que pot ocórrer de manera natural, i per la qual es precisen assumptes morals o espirituals. Entre alguns exemples de paràbola trobem L'home cec i el coix, El rei i els escrivans, i El borratxo d'Ignacy Krasicki.

#### Biografia

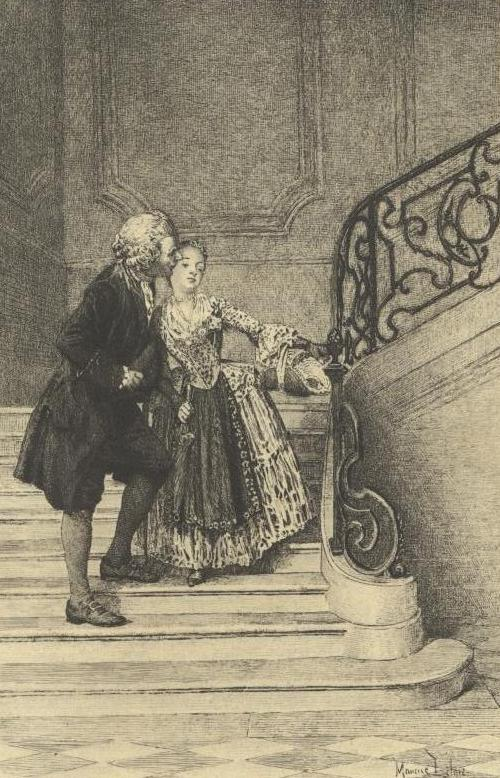
Il·lustracció de l'obra Confessions de Jean-Jacques Rousseau

La biografia (del grec bios (βιος), que significa 'vida', i graphein, que significa 'escriure') és la història de la vida d'una persona narrada en poques paraules des del seu naixement fins a la seva mort, consignant els seus fets aconseguits i els seus fracassos, així com tot el que de significatiu pugui interessar d'aquesta.
Per això sol adoptar la forma d'un relat expositiu, freqüentment narratiu i en tercera persona, de la vida d'un personatge real des que neix fins que mor o fins a l'actualitat. En la seva forma més completa, sobretot si es tracta d'un personatge del passat, explica també els seus actes d'acord amb el context social, cultural i polític de l'època intentant reconstruir documentalment el seu pensament i figura. La biografia en forma escrita constitueix un subgènere literari de la Història que es divideix al seu torn en diversos subgèneres. Les principals característiques són:
- Relata els esdeveniments més importants i interessants de la vida del personatge.
- Generalment, consigna dades exactes com noms, dates i llocs.
- Es redacta en tercera persona.

Un cas concret d'aquesta especialitat és l'autobiografia, sovint recollides en forma de diari o crònica. És un estil que emfatitza en allò que recorda el personatge més que no pas en la descripció del personatge mateix. L'autor és alhora el personatge que presenta fets i experiències, parla de terceres persones descrivint-les des del seu punt de vista, la qual cosa ens aporta tanta o més informació sobre el narrador que sobre l'objecte de la descripció. La selecció que fa l'autor dels personatges i esdeveniments o fets rellevants és també una part important de la biografia, ja que ens mostra allò que el va impactar, considera important o forma part de les seves prioritats. A diferència de la biografia, no es pot exigir objectivitat, ja que la coincidència de narrador i subjecte fa que la 
 es descrigui com sentia o percebia els fets i no com havien estat. En aquest sentit, sovint es diferencia entre una autobiografia formal i unes memòries. Una autobiografia de les més rellevants que ha servit d'exemple per a obres posteriors va ser la de Confessions (1781-1788) de Jean-Jacques Rousseau, —inspirat per la lectura de l'obra homònima d'Agustí d'Hipona.

#### Crònica

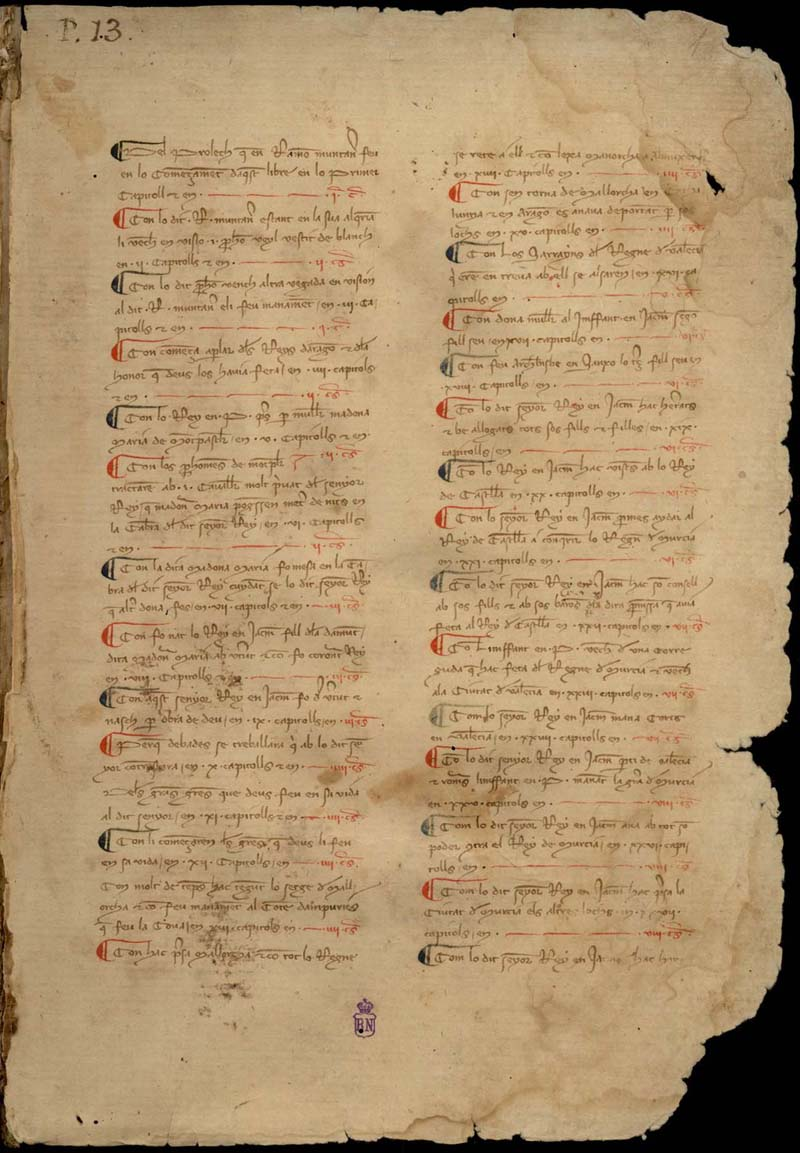
Còdex de la Biblioteca Nacional de la Crònica de Ramon Muntaner

Una crònica és una obra literària que narra fets històrics en ordre cronològic en espais de temps i en transcurs dels quals són, al seu torn, situacions del moment. La paraula crònica ve del llatí Chronica, que al seu torn es deriva del grec Kronika biblio, és a dir, llibres que segueixen l'ordre del temps. En una crònica dels fets es narren segons l'ordre temporal en què van ocórrer, sovint per testimonis presencials o contemporanis, ja sigui en primera o en tercera persona.
S'entén per crònica la història detallada d'un país, d'una localitat, d'una època o d'un home, o d'un esdeveniment en general, escrita per un testimoni ocular o per un contemporani que ha registrat sense comentaris tots els detalls que ha vist, i encara tots els que li han estat transmesos. Aquests són per exemple, les cròniques llatines de Flodoart, canonge de Reims, i de Guillem de Naugis i les cròniques franceses de Froissart i de Monstrelet. De tots els països europeus potser els més rics en cròniques siguin França, Itàlia i Anglaterra.
A la crònica s'utilitza un llenguatge senzill, directe, molt personal i admet un llenguatge literari amb ús reiteratiu d'adjectius per fer èmfasi en les descripcions. Empra verbs d'acció i presenta referències d'espai i temps. La crònica porta cert distanciament temporal al que se l'anomena escrits històrics. Per mitjà de les cròniques es poden redactar escrits, prenent les opinions de diverses persones per saber si això és cert o no, com en el llibre Crònica d'una mort anunciada escrit per Gabriel García Márquez.
Les cròniques són també un gènere periodístic. Se les classifica com "grogues" o "blanques" segons el seu contingut. Les "grogues" tenen material més subjectiu i generalment la veu autoritzada és una persona o ciutadà comú; les "blanques" usen material més objectiu i la veu autoritzada és, generalment, l'autoritat, un professional, etc.

#### Prosa poètica

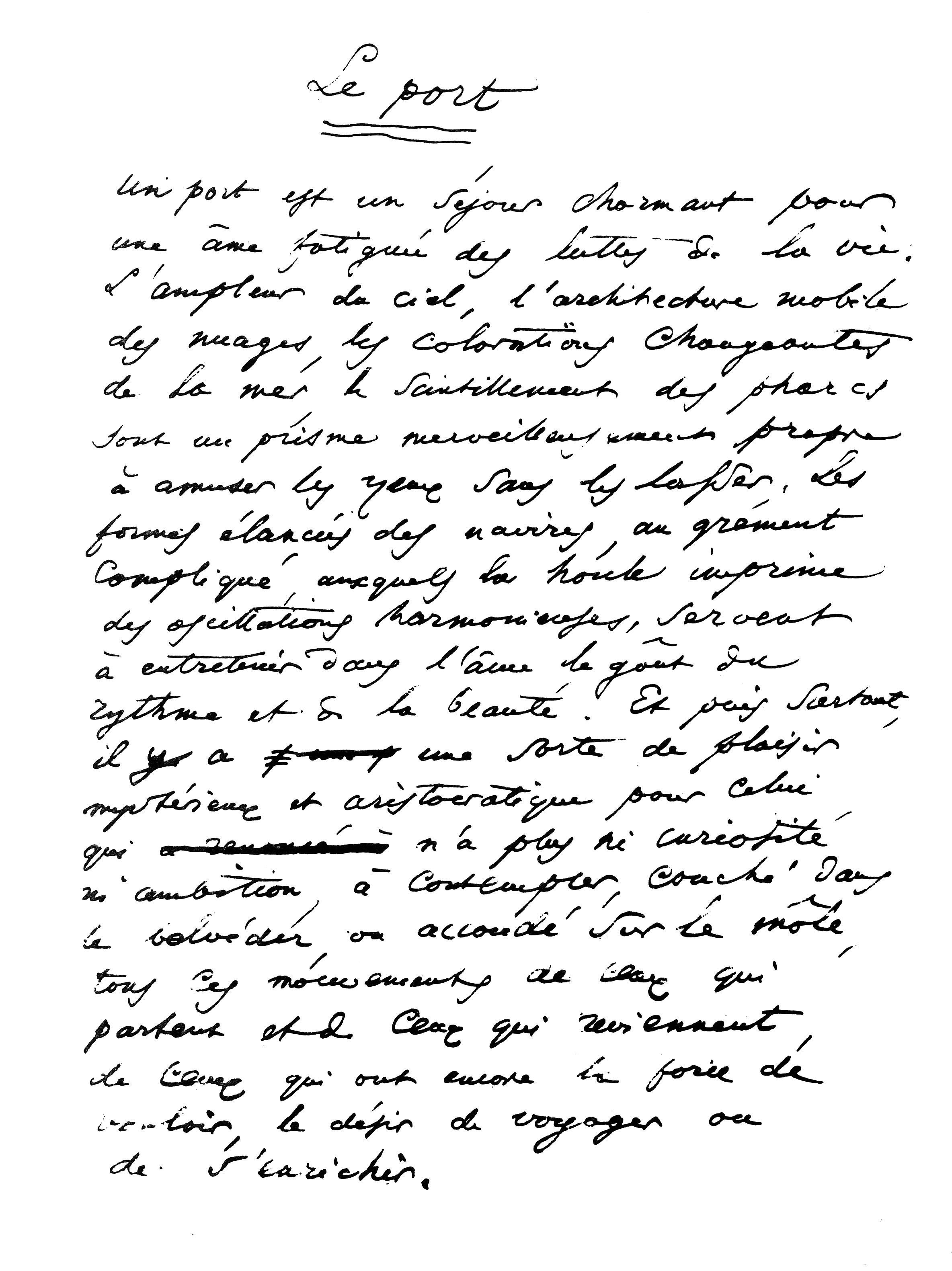
Manuscrit de Le port a l'obra Petits poèmes en prose de Baudelaire

Quan la prosa adquireix alguna de les propietats de la poesia com la mètrica, o inclou alguna forma poètica, especialment si es tracta de vers lliure. Amb tot, és un concepte fins a cert punt contradictori, ja que són precisament les característiques del vers les que el diferencien de la prosa, però l'evolució de les formes literàries sovint forcen els límits d'una classificació estricta.
Aquesta forma va ser introduïda pel novel·lista francès Louis Bertrand a l'obra Gaspard de la Nuit, de 1842. Tot i que no va tenir gaire ressò a la seva època, sí que va influir en els simbolistes de la fi del segle xix, un fet recollit per Baudelaire a la seva obra Petits poèmes en prose de 1869 que seria qui encunyaria el terme. També el poeta alemany Friedrich Hölderlin va conrear aquest estil a començaments del segle xix, si bé no va ser fins començament del segle xx quan es va estendre la seva utilització entre autors francesos i anglesos.

Entre les múltiples definicions de què és un poema en prosa es troba el donat en el Diccionario de retórica, crítica y terminología literaria de Marchese i Forradellas on es diu que és un:
| « | ...gènere literari que comença a desenvolupar-se des del Romanticisme, en el moment en què l'oposició formal entre prosa i poesia deixa pas a la que s'institueix entre discurs del relat i discurs de la poesia. | » |
| — Angelo Marchese /Joaquín Forradellas Diccionario de retórica, crítica y terminología literaria (1986) Ed. Ariel, pàg. 321 | |   |

### Gèneres no narratius

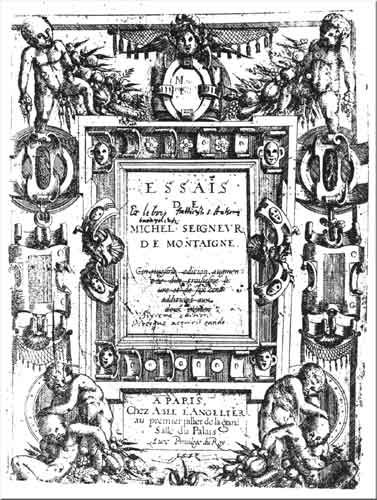
Portada de l'edició parisenca dels Assaigs de Michel de Montaigne

#### Assaig
L'assaig és un gènere relativament nou. Els seus orígens es poden rastrejar des d'èpoques més o menys remotes. Només en l'edat contemporània ha arribat a assolir una posició central. És força probable que en el seu desenvolupament i hegemonia, hagin tingut una gran influència el pensament liberal i el periodisme.

És un tipus de text en prosa i de composició lliure, que expressa les experiències individuals i les opinions sobre un tema o problema específic, i que no arriba a ésser el tractament definitiu o exhaustiu de la matèria que argumenta alguna cosa, una teoria, tesi o opinió. Les afirmacions són esporàdiques i per mode episòdic no central. El pensament exposat és el del mateix autor sobre alguna qüestió de la vida cultural o de la seva pròpia experiència. Michel de Montaigne considerat el pare de l'assaig modern, va fer una declaració en aquest sentit:
| «                                                 | Doncs aquí estan els meus sentiments i opinions; Doncs aquí estan els meus sentiments i opinions; els lliuro mentre constitueixen el que jo crec, no perquè hagin de ser creguts. Només intento posar al descobert la meva manera d'ésser, que podria ser un altre matí si un nou aprenentatge em fes canviar. | » |
| — Michel de Montaigne Assaigs I, 1580, pàgina 200 | |   |

#### Gènere periodístic

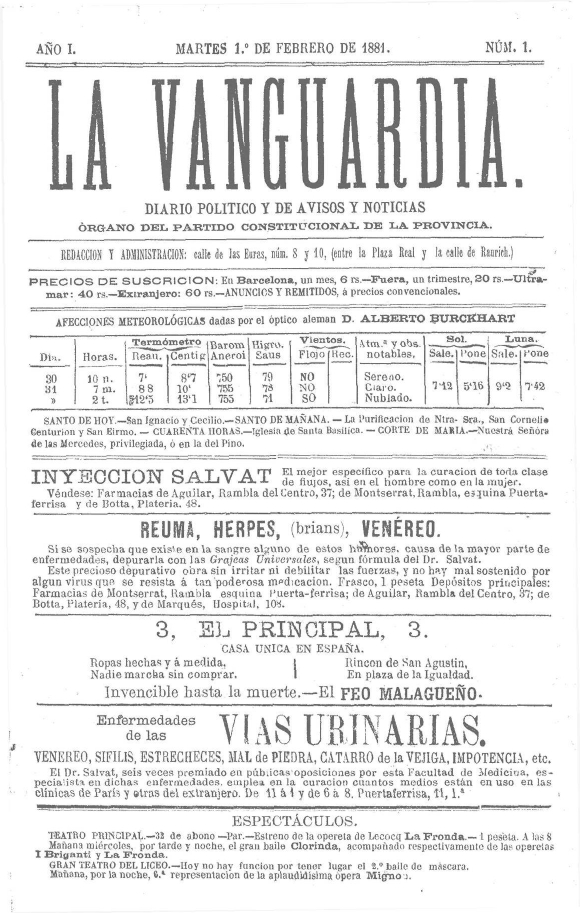
Portada del primer número de La Vanguardia, Diario político de avisos y noticias, amb data de dimarts 1 de febrer. La premsa ha estat una de les formes més comunes de transmetre les notícies.

El gènere periodístic es defineix en funció del paper que juga el narrador o emissor del missatge amb relació a la realitat observada. La notícia pertany al gènere periodístic d'informació per excel·lència, i l'article d'opinió el més obert a la subjectivitat. Per a alguns autors, són estratègies comunicatives que s'organitzen i es fan recognoscibles tant per l'emissor com per al destinatari. Els texts que pertanyen al gènere periodístic informen a una gran quantitat de lectors sobre successos d'actualitat. Predominen, en ells, la funció referencial o informativa, el llenguatge i l'estil formal. En aquest tipus de text es privilegia el fet. El periodisme és un mètode d'interpretació de la realitat; per fer aquesta interpretació i transmetre al públic es necessiten una sèrie de filtres, unes fórmules de redacció, que és el que anomenem gèneres periodístics.
Alguns teòrics de la comunicació defineixen els gèneres periodístics com formes de comunicació culturalment establertes i reconegudes en una societat, un sistema de regles a les quals es fa referència per realitzar els processos comunicatius. Altres autors veuen els gèneres periodístics com categories bàsiques que construeixen la realitat. Els gèneres periodístics es diferencien entre si per tal de recollir la complexitat del que passa i exposar els lectors.
Hi ha gran varietat de classificacions de gèneres periodístics. Aquestes varien segons els diferents autors i corrents.
Segons la tipologia anglosaxona, basada en la frase "els fets són sagrats, les idees lliures", es coneixen dos tipus de gèneres:
els que donen a conèixer fets: la notícia, el reportatge i la crònica i els que donen a conèixer idees: principalment l'editorial i l'article d'opinió.
Segons les tipologies llatines es distingeixen quatre grans gèneres:
informació, reportatge, crònica i article o comentari.
Altres classificacions distingeixen entre:
- Gèneres informatius: fan una interpretació contextual de la informació en la que no apareix explícitament la interpretació.
- Gèneres interpretatius: apareix explícita la interpretació del periodista.

Un altre criteri per classificar els gèneres és el grau de subjectivitat, segons la major o menor presència del periodista en el text:
- Notícia: És el gènere periodístic per excel·lència i la base de tots els altres; en ella s'informa amb el menor nombre de paraules possibles, d'allò fonamental d'un fet o situació.
- Article, comentari o editorial: la presència de l'autor és total. El periodista mostra les seves opinions d'una manera molt subjectiva, està donant la seva visió particular sobre un fet.
- Crònica: emmarca el que ha passat i ho interpreta, però directament sobre els fets, no hi ha opinió.
- Reportatge: És una narració ampliada, exhaustiva i documentada d'un succés. Es complementa amb la fotografia per fer més comprensible el missatge. Exposa detalladament descripcions de llocs, esdeveniments, persones i fets.
- Editorial: És l'expressió de l'opinió o postura del diari o periòdic sobre un tema d'interès social. Apareix sempre de manera destacada en les primeres pàgines. Es caracteritza per l'anonimat, encara que són el director o el consell de redacció els encarregats de donar la seva opinió.

#### Manifest
El manifest és un programa que en forma de prosa, està associat als principis estètics d'un determinat moviment literari, corrents, escoles o grups, aquest terme es va popularitzar al segle xix, és molt ampli en el seu significat, pel que és condicional i aplicable a una varietat de fenòmens literaris, des de declaracions detallades a estètiques o tractats, articles o pròlegs. En alguns casos, les aparences estètiques d'escriptors i crítics literaris són de naturalesa dels manifests literaris, que exerceixen una influència directa sobre el procés històric-literari, malgrat que part de la declaració en la forma del manifest acostumen a ésser breus i sense influència. De vegades manifests literaris i el contingut real de l'escola literària no coincideixen. En general, els manifests són un resultat particular vibrant de la vida social, i que reflecteix la ideologia de la recerca estètica de l'art i la formació d'una nova literatura. Els primers manifests es van realitzar a Europa a final del segle xix o principi del segle xx, principalment per grups relacionats amb l'avantguarda artística.